# Lac de Sarnen

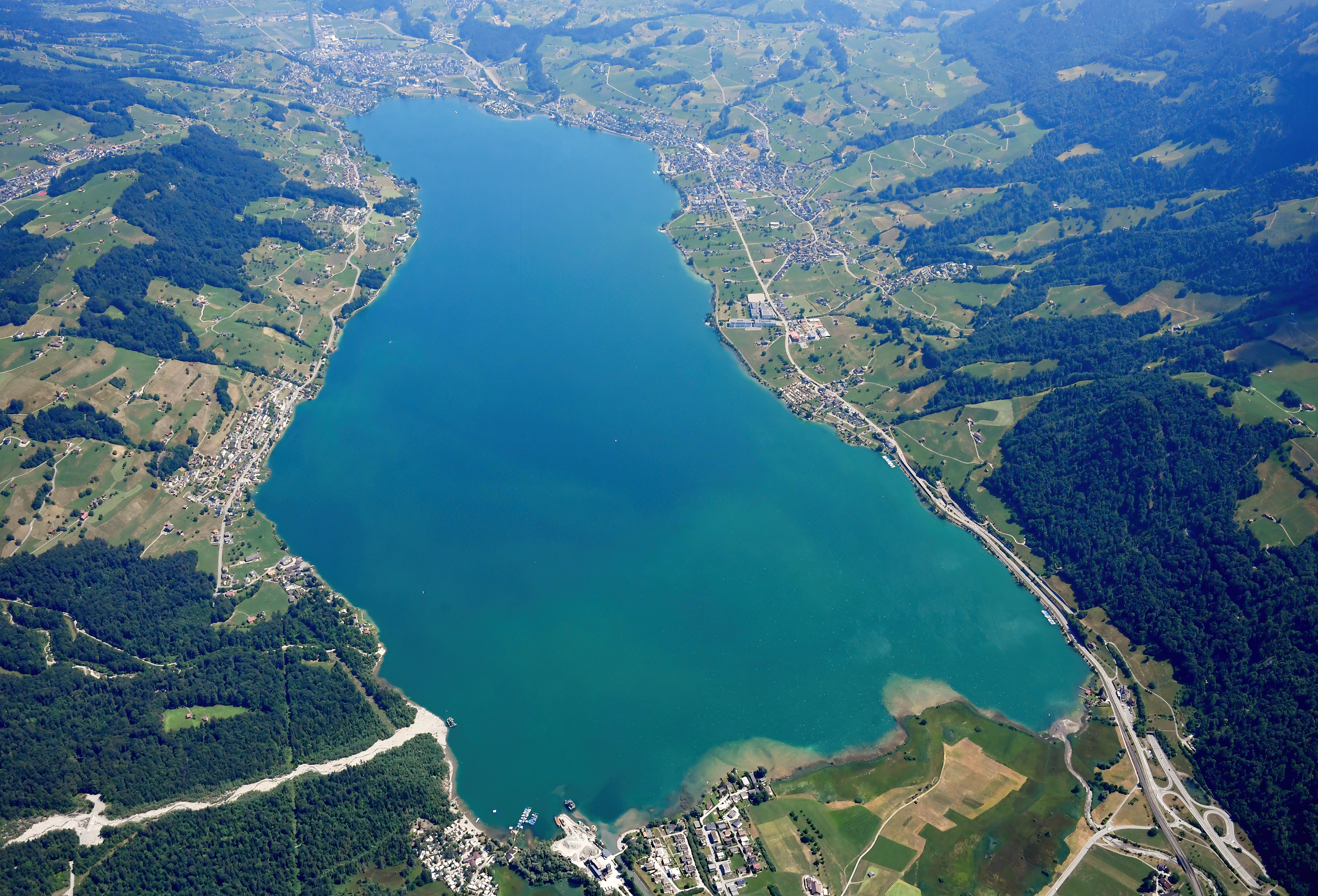

Le lac de Sarnen se trouve sur le territoire du canton d'Obwald.